# Richard Rainer Barker
Richard Rainer Barker (Londra, 29 maggio 1869 – 1º ottobre 1940) è stato un calciatore inglese, di ruolo difensore.

## Carriera
Ha esordito in Nazionale nel 1895.